# Шлиме, Франческо Тристано
Франческо Тристано Шлиме (итал. Francesco Tristano Schlimé; род. 16 сентября 1981) — люксембургский пианист.
Учился в Люксембурге у Беатрис Раухс, затем в Риге (у Теофила Бикиса) и Париже и наконец в Джульярдской школе у Джерома Ловенталя (магистерская степень в 2003 г.). Занимался также под руководством Михаила Плетнёва, и эти занятия переросли в творческое сотрудничество: Шлиме неоднократно выступал с Плетнёвым как дирижёром, в том числе в 2005 г. в Москве с произведениями Равеля и Прокофьева, получив, правда, весьма сдержанные отзывы российской критики в лице Натальи Зимяниной:

У молодого пианиста, напоминающего изрядно подросшего Тадзио из фильма Висконти «Смерть в Венеции», гигантские руки. Запястье у него иногда ниже уровня клавиатуры — а длиннющие пальцы все равно достают до самых черных клавиш. Соль-мажорный Концерт Равеля в неагрессивной, импровизационной манере прошел еще туда-сюда, нежно и музыкально. Равелевские синкопы очень к лицу незамороченной молодости. Но Пятый концерт Прокофьева, увы, лишился всякого азарта. И я уже только с простым любопытством неудавшейся пианистки любовалась красивыми пальцами да еще чувственным профилем живописного курчавого полуподростка.

В 2004 г. завоевал первую премию и три специальных приза на Орлеанском конкурсе пианистов, посвящённом музыке XX века.
Среди записей Шлиме — токкаты Фрескобальди, Гольдберг-вариации и все клавирные концерты Баха, все фортепианные сочинения Лучано Берио. Шлиме также известен как любитель импровизации, как в академическом, так и в джазовом ключе. В 2007 г. он записал альбом «Не для фортепиано» (англ. Not For Piano), включающий фортепианные переложения произведений барочной музыки и новейшей музыки в стиле техно.